# Каресли, Наталья Вячеславовна
Наталья Вячеславовна Каресли (род. 4 февраля 1956) — советская и сирийская актриса и кино.

## Биография
Н. В. Каресли родилась 4 февраля 1956 года в городе Пензе.
В 1978 году окончила Всесоюзный государственный институт кинематографии (ВГИК) (актёрскую мастерскую народного артиста СССР А. В. Баталова).
В том же году была принята в штат киностудии «Ленфильм».
В 1980 году вышла замуж за сирийского режиссёра, доктора филологических наук Мухамеда Каресли.
С 1985 года проживает в Сирии (город Дамаск).
С 1985 по 2001 год была диктором русского отдела Сирийского радио в Дамаске.
В конце 1980-х годов руководила детской театральной студией при Советском культурном Центре.
С 1999 года работает менеджером по общественным отношениям в сирийской инжиниринговой компании «Хеско».
Через полтора года после смерти мужа (М.Каресли, 1950—2019), в 2021 году вернулась на родину, в Пензу. 

## Фильмография
1. 1977 — Родные — Люба ( в титрах указана как — Н. Древина)
2. 1978 — Уходя — уходи — покупательница сапог ( в титрах указана как — Н. Древина)
3. 1978—1980 — Мы говорим по-русски (ГДР) — Халима (Наталья Древина)
4. 1979 — Узнай меня — Нина ( в титрах указана как — Наталья Древина)
5. 1981 — Деревенская история — доярка
6. 1981 — Эзоп (ТВ) — Мелита
7. 1982 — Шапка Мономаха (ТВ) — Надежда, мама Тани
8. 1983 — Средь бела дня… — Надя
9. 1984 — Меньший среди братьев — эпизод
10. 1984 — Три процента риска — эпизод
11. 1984 — Челюскинцы — Тонечка, радистка на Большой земле
12. 1986 — Добро пожаловать в Сирию (Сирия) — Наташа
13. 1987 — Заговор продолжается (Сирия) — Джихан Садат

### Озвучивание
1. 1978 — Подарю тебе город
2. 1980 — У Чёртова логова
3. 1981 — Суровое море (дублирует — Мерле Тальвик)
4. 1982—1988 — В. И. Ленин. Страницы жизни. И наступил 1917. Фильм 1. На руинах империи (документальный) — Виноградская
5. 1983 — Выстрел в лесу — Иева (дублирует — Инару Слуцка)
6. 1983 — Тяжёлая ноша — Дурсун (дублирует — Аю Оразову)

## Признание и награды
- 1982 — Шапка Мономаха — Главный приз по разделу детских фильмов телефильму на X ВФТФ (1983);
Приз мэра города на МКФ в Братиславе, ЧССР (1983)[3].